# 皮科克峰
皮科克峰（英語：Peacock Peak）是南極洲的山峰，位於瑪麗伯德地，處於貝內特海崖以南1.9公里的貝里冰川西岸，美國地質調查局根據測量和美國海軍拍攝的空中照片繪入地圖，現時由南極條約體系管理。